# خنفساء التفاح والكمثرى
خنفساء التفاح والكمثرى (الاسم العلمي: Anthonomus)، جنس حشرات من غمديات الأجنحة وفصيلة السوسيات الحقيقية. ويشمل هذا الجنس العديد من الأنواع الآفية مثل، سوسة لوز القطن وسوسة الفلفل وسوسة أزهار توت الأرض. ويضم نحو 749 نوع.